# Gigi Wu
Gigi Wu (吳季芸; geboren 1982 in Neu-Taipeh, Taiwan; gestorben 21. Januar 2019 im Yushan-Nationalpark) war eine Bergsteigerin mit einer großen Fangemeinde in den Sozialen Medien des Internets. Weil Gigi Wu (in Pinyin: Wu Jizen oder Wu Jiyu) bekannt für ihre zahlreichen Selfies vor Berggipfeln wurde, für die sie jeweils andere Bikinis anzog, hieß sie in Facebook und der einschlägigen Presse „Bikini Girl“ oder „Bikini-Bergsteigerin“.
Gigi Wu arbeitete als Fotomodel und begann 2015 mit dem Erwandern taiwanischer Berggipfel. Sie galt als erfahrene Bergsteigerin und war meistens alleine unterwegs. In den sozialen Netzen hatte sie 14.000 Abonnenten. Bei ihrem letzten Ausflug auf den über 3000 Meter hohen Berg Jupenshan in einer Sechserbergkette des Yushan-Nationalparks stürzte sie am 19. Januar 2019 in eine 30 Meter tiefe Schlucht. Sie war noch in der Lage, über ihr Satellitentelefon Hilfe anzufordern. Wegen des schlechten Wetters bekamen die Helfer erst zwei Tage später Zugang zu der Bergregion und bargen Gigi Wu tot. Sie war erfroren.